# Astiella delicatula
Astiella delicatula är en måreväxtart som beskrevs av Paul Albert Jovet. Astiella delicatula ingår i släktet Astiella och familjen måreväxter. Inga underarter finns listade i Catalogue of Life.